# Lagenaria guineensis
Lagenaria guineensis é uma espécie de Lagenaria.

## Sinônimos
Sinônimos aceitos:
- Adenopus guineensis (G.Don) Exell
- Adenopus pynaertii De Wild.
- Bryonia guineensis G.Don